# Magyar Demokrata Néppárt
A Magyar Demokrata Néppárt (MDNP) keresztény–konzervatív párt volt. 1996-ban vált ki az MDF-ből, majd két választást ért meg, míg 2005. április 2-án újraegyesülési megállapodást írt alá az MDF-fel.

## Története
Az MDF 1996. március 4-én tartott X. Országos Gyűlésén a párt mérsékelt szárnya nem tudta programját érvényesíteni, így Szabó Iván vezetésével egy új pártot alapított. Az MDF-ből 15 kivált képviselő  (többek között Pusztai Erzsébet, Szabad György, Katona Tamás, Zsigmond Attila) által alapított önálló frakció 1996. március 11-én alakult meg és amelyben főleg a volt Antall-kormány vezető tisztségviselői voltak többségben.
Az új  párt első elnöke és frakcióvezetője Szabó Iván lett. Miután az 1998-as magyarországi országgyűlési választáson a párt nem érte el az 5%-os parlamenti küszöböt, Szabó Iván lemondott elnöki tisztéről és a párt örökös tiszteletbeli elnöke volt a párt megszűnéséig.
Az új pártelnök Pusztai Erzsébet lett, aki 1998-tól 2000-ig az Egészségügyi Minisztérium politikai államtitkári posztját is betöltötte. A párt 2000-ben a Dávid Ibolya vezette MDF-fel és a Magyar Kereszténydemokrata Szövetséggel kezdett együttműködni a mérsékelt jobboldali Békejobb 2000 mozgalom keretében, ami azonban nem bizonyult tartósnak.
2001-ben részt vettek a CENTRUM Összefogás Magyarországért létrehozásában. Amikor azonban a 2002-es választás második fordulójában a Centrum Párt vezetősége az MSZP és SZDSZ javára történő visszalépések mellett döntött, az ezt ellenző MDNP elhagyta a pártot.
Az MDNP 2005. április 2-án újraegyesülési megállapodást írt alá az MDF-fel, amelybe beolvadt és megszűnt.

## Választási eredményei
Az 1998-as magyarországi országgyűlési választáson az MDNP nem érte el az 5%-os parlamenti küszöböt. A párt a 2002-es országgyűlési választáson nem önállóan, hanem a Centrum Párt tagszervezeteként indult. A Centrum Pártnak nem sikerült elérnie az 5%-os határt.

## Elnökei
- Szabó Iván (1996–1998)
- Pusztai Erzsébet (1998–2002)
- Szabó József (2002–2005)